# هلن گریمود
هلن گریمود (به فرانسوی: Hélène Grimaud؛ زاده ۷ نوامبر ۱۹۶۹) پیانیست فرانسوی و بنیانگذار مرکز نگهداری از گرگ‌های سیلم جنوبی در ایالات متحده آمریکا است.

## افتخارات
- نشان هنر و ادب (۲۰۰۲).
- نشان ملی لیاقت (۱۶ مه ۲۰۰۸).[۱]
- لژیون دونور (۳ آوریل ۲۰۱۵).[۲]